# Rieter
Rieter Holding (SIX : RIEN) est une société holding et un fournisseur de l'industrie textile.

## [2]Histoire
La création de la société Rieter remonte à 1795 à Winterthour (Suisse), par Johann Jakob Rieter(1762-1826).

## Activités
L'entreprise comprend trois secteurs d'activité : Machines & Systems (Machines et systèmes), Components (Composants) et After Sales (Service après-vente).
Le secteur d'activité Machines & Systems développe, produit et commercialise de nouvelles installations sous forme de systèmes de filature ou de machines individuelles.
Le secteur d'activité Components développe, produit et commercialise des composants technologiques, des bobineuses de précision et des solutions pour la production de filaments et de non-tissés.
Le secteur d'activité After Sales développe, produit et vend des pièces de rechange pour les machines Rieter ainsi que pour les transformations et modernisations. After Sales vend également des pièces technologiques qui ne sont pas comprises dans l'éventail d'offres du secteur Components.   
Depuis le 13 mai 2011, l'ancienne division Rieter Automotive Systems est cotée séparément à la SIX Swiss Exchange sous le nom Autoneum.

## Actionnaires
Liste des principaux actionnaires :
| Credit Suisse Funds AG | 3.004% |
| Peter Spuhler          | 33,12% |
| Martin Haefner         | 7,64%  |
| Rieter Holding AG      | 3,01%  |